# Svenska palatset i Istanbul

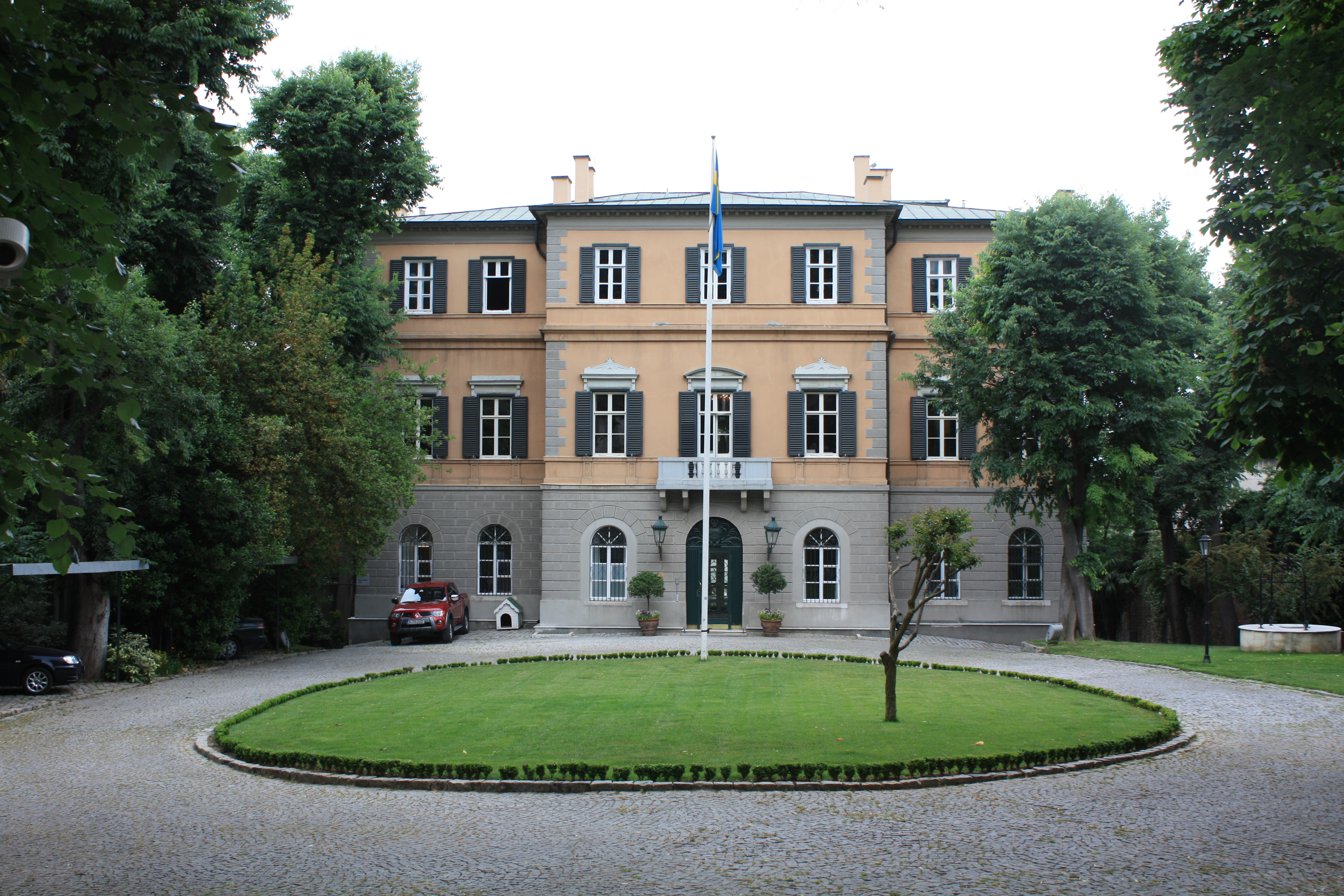
Svenska palatset

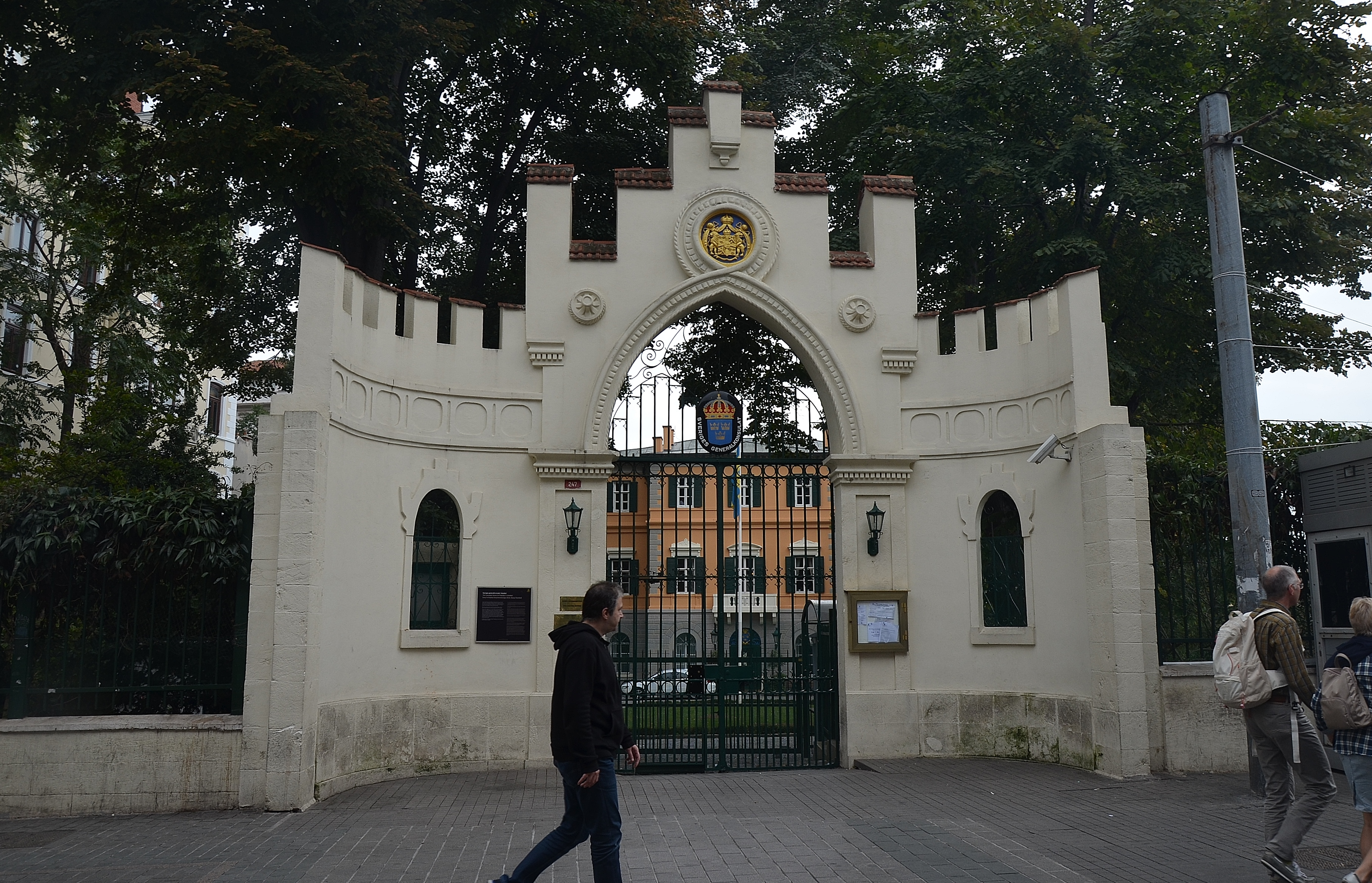
Huvudingången.

Svenska Palatset i Istanbul är den äldsta svenska statliga egendomen utanför Sverige, belägen i stadsdelen Beyoğlu norr om Gyllene hornet i centrala Istanbul, Turkiet. 

## Historik
Tomten, med ett då nytt trähus i osmansk stil i två våningar, köptes 10 maj 1757 av Gustaf von Celsing d.y. för 22 000 piaster eller 6 000 dukater (son till Gustaf Celsing d.ä. som var med Karl XII vid kalabaliken i Bender) för ett svenskt ministerresidens. Riksdagen hade dock bara anslagit medel till en svensk kyrka så detta väckte undran i Sverige. Celsing ansåg att en lysande kyrka skulle sticka muslimerna i ögonen. Den kunde byggas senare med medel man sparat på att slippa betala hyra för ministerresidenset. Celsing lät även reparera och inreda huset.
Kapellet uppfördes 1858. Det har klarat sig undan bränder och annan förödelse och är idag den äldsta byggnaden på tomten. En präst fanns till detta kapell fram till 1883, och sedan dess har kapellet hyrts ut till olika kristna församlingar, varav de flesta är grekiska protestanter.
Huvudbyggnaden som fanns på tomten då den köptes brann ned till grunden påsken 1818 vid en stor eldsvåda i Pera. Därefter fick den svenska legationen vistas i en kiosk, som också fanns på tomten, ända fram till 1870 då det nuvarande Svenska palatset byggdes. Arkitekt och byggherre av Svenska palatset var Domenico Pulgher, en österrikisk arkitekt som verkade i Konstantinopel.
En jordplätt som låg intill tomtens norra sida inköptes 1787 och där uppfördes en köksbyggnad. Den eldhärjades 1829 men byggdes upp igen och blev bostad åt präster, tolkar och andra som arbetade vid legationen. Huset genomgick en omfattande reparation 1886 då man även byggde till ytterligare en våning på huset med en öppen terrass på det nya takplanet. Byggnaden blev senare bostad för konsuler och generalkonsuler. 1955 byggdes ett tak ovanpå den öppna terrassen som då blev en tredje våning på huset. Byggnaden kallas idag för Dragomanhuset. På 1990-talet byggdes huset åter om för att nyinvigas 1999. I september 2010 invigdes ännu en byggnad, det nya annexet, strax bakom Dragomanhuset och några tiotal meter bredvid det gamla kapellet. Från palatsets tomt ser detta ut som en tvåvåningsbyggnad men från gränden bakom ser man ett sex våningar högt trähus. Annexet innehåller elva gästrum, två mötesrum, kök och en gemensam uteplats.
Under 2011 genomfördes en jordbävningssäkring av byggnaderna på Svenska Palatsets tomt.
Svenska Palatset i Istanbul var Sveriges ambassad i Osmanska riket och senare Turkiet fram till 1927 då beskickningen flyttades till Ankara, men det dröjde till 1953 innan Svenska Palatset blev konsulat. Från 1962 inrymmer fastigheten Sveriges generalkonsulat i Istanbul, och även Svenska forskningsinstitutet i Istanbul som sedan 1974 har sin verksamhet i Dragomanhuset och kan inhysa gästforskare i Annexet.
Före 1757 ägdes tomten av Alexandre Ghika, en mäktig osmansk dragoman av albansk härkomst. När han föll i onåd blev han halshuggen och hans fastigheter auktionerades bort. Det var så Sverige fick sin äldsta egendom utomlands, via en annan dragoman som haft uppdrag för den svenska legationen.